# Comunidade Remanescente de Quilombo Palmas
Comunidade Remanescente de Quilombo Palmas é uma comunidade remanescente de quilombo localizada na região do município de Bagé. Em seu processo de titulação ela foi reconhecida mediante portaria nº 106 de 16 de fevereiro de 2017 publicada no DOU pelo INCRA . 